# Josef Schejbal (letec)

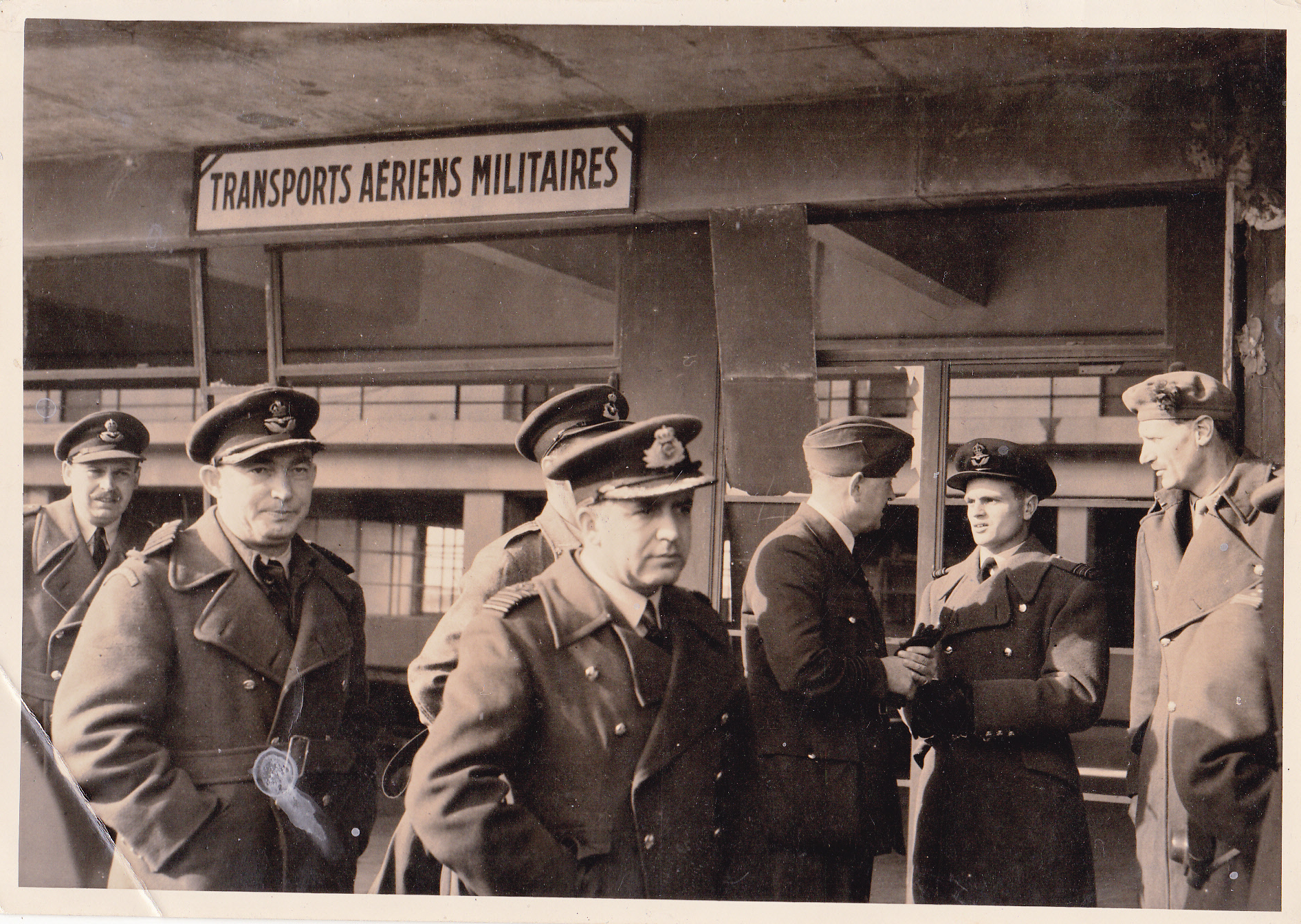
Anglie 1945

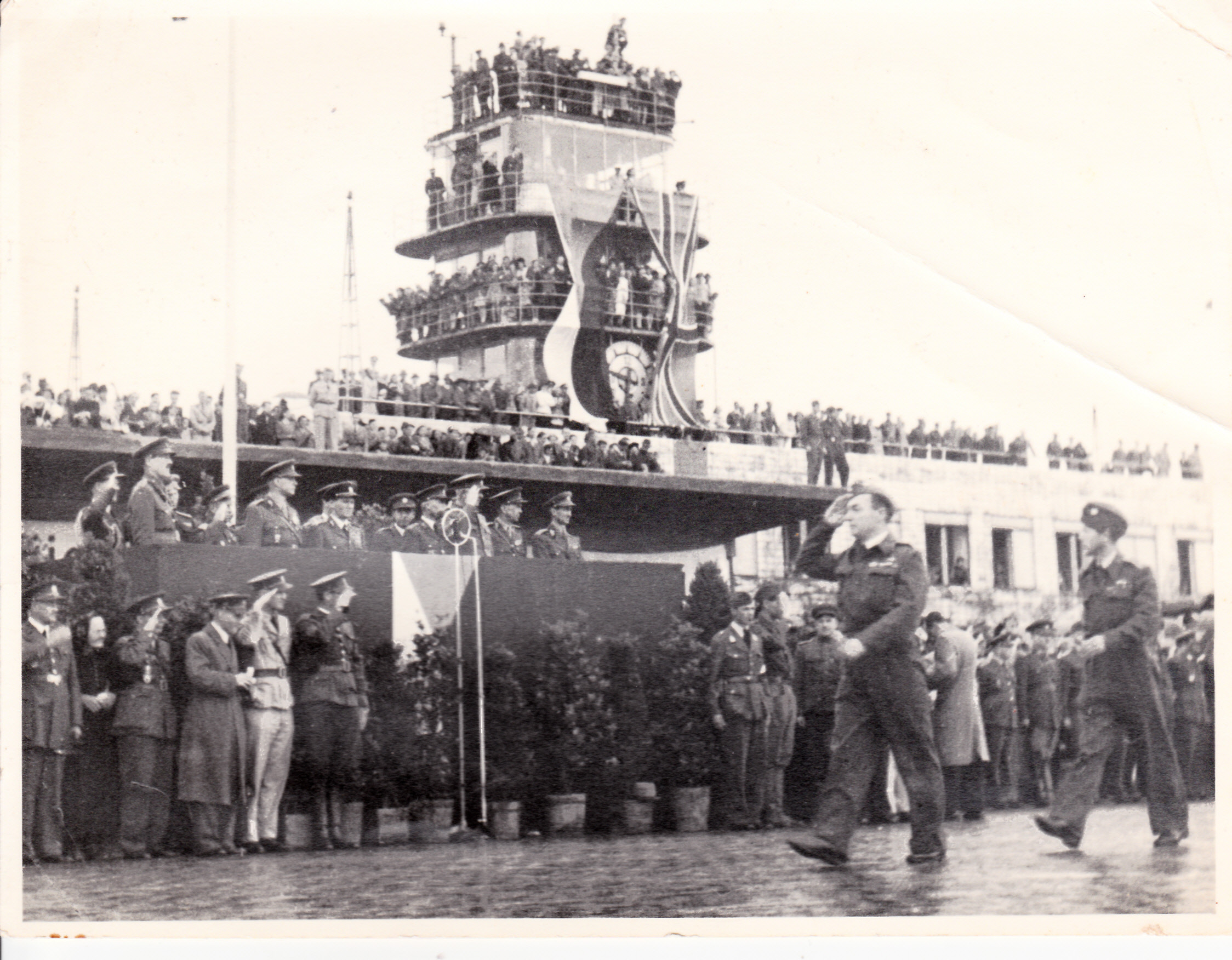
Praha-Ruzyně 1945

Josef Schejbal CBE (19. června 1903 Hum okres Trebinje, Bosna a Hercegovina – 9. února 1963, USA) byl československý válečný letec. Byl velitel 311. československé bombardovací perutě Royal Air Force, náčelník štábu Inspektorátu čs. letectva ve Velké Británii, velitel letectva 2. oblasti, letecký přidělenec v USA. Byl též účastníkem Letních olympijských her v Amsterodamu v roce 1928, kterých se zúčastnil jako moderní pětibojař.

## Život a působení
Po absolvování vojenské akademie v Hranicích (1925) a v Prostějově absolvoval Vysokou školu válečnou. V roce 1928 reprezentoval Československo na Olympijských hrách v Amsterodamu v soutěži v moderním pětiboji. Po ukončení studia působil krátce v letech 1938 až 1939 na štábu Zemského vojenského velitelství v Brně. Po německé okupaci Čech, Moravy a Slezska odešel do exilu. Nejdříve sloužil v francouzské armádě, později ve Velké Británii u Royal Air Force. Od 20. 3. do 3. 7. 1941 velel 311. československé bombardovací peruti RAF. Poté byl přidělen k Inspektorátu čs. letectva ve Velké Británii. Po skončení 2. světové války se podílel na organizaci přesunu československého letectva do Československa. Od 28. 10. 1945 byl velitelem letectva 2. oblasti se sídlem v Českých Budějovicích. Dne 1.10. 1946 byl povýšen na brigádního generála. Dne 30. 11. 1946 byl převelen k ministerstvu národní obrany a od 1. 1. 1947 byl ustanoven československým vojenským a leteckým přidělencem ve Washingtonu. Ke dni 1. 4. 1949 byl z funkce odvolán. Vzhledem ke změně politických poměrů se rozhodl zůstat v USA. V Československu byl prohlášen za zběha a degradován. Podle publikace Vojenské osobnosti československého odboje 1939–1945 se údajně stal majitelem benzínové pumpy na Aljašce, kde za několik let zemřel.

## Vyznamenání
Podle publikace Vojenské osobnosti československého odboje 1939–1945
- Československý válečný kříž 1939, udělen 2x
- Československá medaile Za chrabrost před nepřítelem,
- Československá vojenská medaile za zásluhy, I. stupeň
- Pamětní medaile československé armády v zahraničí, se štítky Francie a Velká Británie
- Officier de la Légion d ́Honneur
- Croix de guerre, avec palme bronze
- Commander of the Most Excellent Order of the British Empire
- The 1939–1945 Star
- Defence Medal
- War Medal 1939–1945
- Pochvalné uznání krále Jiřího VI. za zásluhy ve službě (1941)